# Ajivaa (Adziubzha)
Ajivaa (en georgiano: ახივაა) o Aji Uaa (en abjasio: Ахы Уаа, romanizado: Ajy Uaa) es una aldea que pertenece a la parcialmente reconocida República de Abjasia, dentro del distrito de Ochamchire, aunque de iure es parte del municipio de Ochamchire de la República Autónoma de Abjasia de Georgia.

## Geografía
Ajivaa se encuentra a orillas del río Kodori, a 8 km del mar Negro y a 32 km de Ochamchire. Las aldea se administra desde el pueblo de Adziubzha.   